# Spirostreptus anaulax
Spirostreptus anaulax är en mångfotingart som beskrevs av Carl Graf Attems 1896. Spirostreptus anaulax ingår i släktet Spirostreptus och familjen Spirostreptidae. Inga underarter finns listade i Catalogue of Life.